# Lista de plataformas do Grupo Volkswagen
O Grupo Volkswagen tem desenvolvido desde a década de 1970 uma série de plataformas automóvel como base para as suas linhas de veículos motorizados.
Inicialmente as plataformas eram identificadas através de um sistema alfanumérico simples, composto pela letra da classificação dos automóveis seguida de um número representativo da geração de cada classe.
Contudo, esta convenção tem vindo a ser abdicada nas plataformas mais recentes.

## Códigos das plataformas

### Sistema original
| platform name  | used for                         | notable examples | comments |
| -------------- | -------------------------------- | --- | --- |
| A00            | carros citadinos                 | Volkswagen Lupo, SEAT Arosa | Não foram desenvolvidas evoluções ou gerações subsequentes desta plataforma.                                                                          |
| Série A0       | supermini cars                   | Audi 50, Volkswagen Polo, SEAT Ibiza, SEAT Córdoba, Škoda Fabia                                                                            | Actualmente na 5ª geração. |
| Série A series | small family cars / compact cars | Audi A3, Audi Q3, Audi TT, VW Golf, VW Jetta, VW Eos, VW Tiguan, VW Touran, VW Scirocco, SEAT León, SEAT Toledo, SEAT Altea, Škoda Octavia | A plataforma mais prolífica. Actualmente na sétima geração.                                                                                           |
| Série B        | mid-size cars                    | Audi 80, Audi 90, Audi A4, Volkswagen Passat, SEAT Exeo, Škoda Superb                                                                      | Outra plataforma prolífica. Actualmente, de forma informal, na oitava geração.                                                                        |
| Série C        | extended mid-size executive cars | Audi 100/200, Audi A6, Audi A6 allroad quattro                                                                                             | Actualmente na sétima geração. |
| Série D        | carro de luxo                    | Audi V8, Audi A8, Bentley Continental GT, Volkswagen Phaeton                                                                               | Cinco variantes de quatro gerações. |
| Série T        | carrinhas                        | Linha Volkswagen Transporter | As primeiras gerações foram retroactivamente renomeadas. A plataforma T1 é a plataforma mais velha, baseada no Volkswagen Fusca Protótipo 1 original. |

Note-se que algumas designações de uso comum são ambíguas.
Em alguns casos a designação da plataforma é adoptada para modelos diferentes que de facto não partilham uma.
Entre os casos encontra-se a designação Plataforma B6 do Grupo Volkswagen que é usada para identificar a plataforma do Audi A4.

### Plataformas desenvolvidas em colaboração
Platformas desenvolvidas pelo Grupo Volkswagen em colaboração com outros fabricantes recebem designações que não seguem o esquema da companhia.
Encontram-se entre os esquemas:
| Nome da plataforma | Usada em                      | Exemplos notáveis                                       | Comentários                                                                     |
| ------------------ | ----------------------------- | ------------------------------------------------------- | ------------------------------------------------------------------------------- |
| B-VX62             | multi purpose vehicles (MPVs) | Volkswagen Sharan (7M), SEAT Alhambra (7M), Ford Galaxy | Joint-venture with Ford Motor Company.                                          |
| LT/T1N series      | light commercial vehicles     | Linha Volkswagen LT, Mercedes-Benz Sprinter             | Segunda e terceira geração foram desenvolvidas em colaboração com a Daimler AG. |

### Sistema actual
Recentemente, o Grupo Volkswagen introduziu um sistema alfanumérico novo para o nome das suas plataformas automóveis.
O código da plataforma é composto da seguinte forma:
- A letra, P, indicadora de uma plataforma de carro de passageiros
- Uma letra representativa da configuração do motor:
  - Q representativa de um motor transverso (Quer em alemão)
  - L representativa de um motor longitudinal (Längs em alemão)
- Um dígito indicador da classe ou tamanho da plataforma
- Um dígito indicador da geração ou evolução da plataforma

Adicionalmente, o sufixo + é usado para representar as variantes com uma maior distância entre eixos.
| Código da plataforma | Usada para                       | Exemplos notáveis |
| -------------------- | -------------------------------- | --- |
| PQ12 (NSF)           | ultra-compact city cars          | Volkswagen Up, SEAT Mii, Škoda Citigo |
| PQ24                 | supermini cars                   | Volkswagen Polo (9N), Volkswagen Gol MK5 - 3ª geração.(2008–presente, PQ24/25 híbrido) SEAT Ibiza (6L), SEAT Córdoba (6L), Škoda Fabia (6Y), Škoda Fabia (5J), Škoda Roomster                                                                       |
| PQ25                 | supermini cars                   | Volkswagen Polo (6R), SEAT Ibiza (6J), Audi A1 |
| PQ34                 | small family cars / compact cars | Audi A3 (8L), Volkswagen Golf Mk4 (1J), Volkswagen Bora/Jetta (1J), SEAT León (1M), SEAT Toledo (1M), Škoda Octavia (1U) |
| PQ35                 | small family cars / compact cars | Audi A3 (8P), Audi Q3 (8U), Volkswagen Golf Mk5 (1K), Volkswagen Jetta Mk5 (1K), Volkswagen Golf Mk6 (5K), Volkswagen Eos, Volkswagen Scirocco Mk3, Volkswagen Tiguan, SEAT León (1P), SEAT Toledo (1P), SEAT Altea, Škoda Octavia (1Z), Škoda Yeti |
| PL45                 | mid-size cars                    | Audi A4 (8D), Volkswagen Passat (3B), Volkswagen Passat GP Lingyu |
| PL45+                | mid-size cars                    | Volkswagen Passat Lingyu, Škoda Superb (3U) |
| PQ46                 | mid-size cars                    | Volkswagen Passat (3C), Volkswagen Sharan (7M), Škoda Superb (3T) |
| PL46                 | mid-size cars                    | Audi A4 (8E B6) |
| PQ47                 | mid-size cars                    | Volkswagen Passat CC (7N B7) |
| PL47                 | mid-size cars                    | Audi A4 (8E B7), SEAT Exeo |
| PL52                 | sport utility vehicles (SUVs)    | Porsche Cayenne, Volkswagen Touareg (7P) |
| PL62                 | carro de luxo                    | Audi A8, Bentley Continental Flying Spur, Bentley Continental GT/GTC, Volkswagen Phaeton |
| PL64                 | carro de luxo                    | Audi A8, Bentley Continental GT, Volkswagen Phaeton |
| PL71                 | sport utility vehicles (SUVs)    | Audi Q7, Porsche Cayenne, Volkswagen Touareg |

## Plataformas de Veículos Elétricos
| Código da plataforma | Usada para                                                        | Exemplos notáveis                       |
| -------------------- | ----------------------------------------------------------------- | --------------------------------------- |
| J1                   | Veículos elétricos                                                | Porsche Taycan, Audi e-tron GT, VW ID.3 |
| MEB                  | Flexivel para vários tipos de veículos                            | VW ID.4, Audi Q4 e-tron                 |
| PPE                  | Veículos mais largos, como SUVs. Desenvolvida pela Porsche e Audi | Porsche Macan, Audi Q6 e-tron           |
| SSP                  | Flexivel para vários tipos de veículos, pode substituir a MEB     | -                                       |